# قفص البطارية

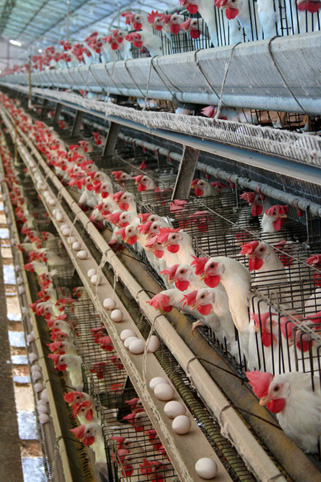
الدجاج في أقفاص البطاريات.

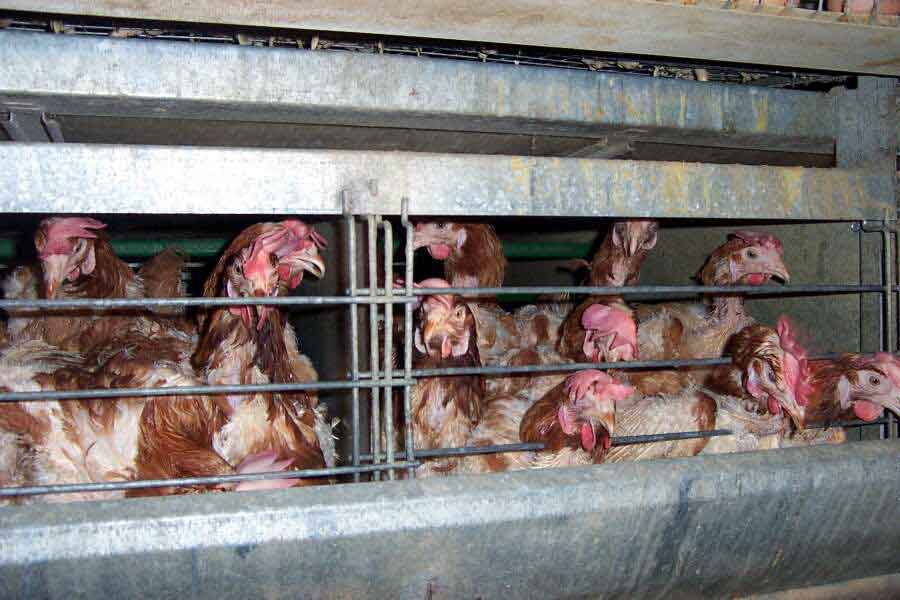
يظهر الدجاج في الأقفاص المنفردة.

أقفاص البطاريات هو نظام إسكان لعدد من الحيوانات المختلفة وبشكل أساسي لإنتاج البيض من الدجاج. نشأ الاسم من شكل ترتيب الصفوف والأعمدة للأقفاص الموصولة ببعضها البعض، والمشتركة بنفس حاجز الجدران بشكل يشبه خلايا البطارية. عادة مايستخدم هذا المصطلح في تربية الدواجن، لكن توجد أنظمة مشابهة للحيوانات الأخرى. هناك خلاف بين المؤيدين لحقوق الحيوان وبين المنتجين الصناعين حول هذه الأقفاص.
تعتبر الأقفاص الشكل الغالب حول العالم لسكن دجاج البيّاض. تقلل من العدوانية والهجومات بين الدجاج، لكن تُقيد الحركة والكثير من التصرفات الطبيعية وتزيد من معدلات هشاشة العظام. بحلول عام 2014، يُنتج 95% من البيض في الولايات المتحدة في أقفاص البطاريات. في المملكة المتحدة، تُشير الإحصائيات من دائرة شؤون البيئة والغذاء والريف إلى أن 50% من البيض المُنتج في المملكة خلال 2010 يأتي من أقفاص البطاريات (أما الباقي يتوزع على 45% مرعى مفتوح و5% للحظائر). منعت تعليمات مجلس الاتحاد الأوروبي 1999/74/EC  أقفاص البطاريات التقليدية في الاتحاد الأوروبي لأسباب الرفاهية في يناير 2012، مما يعني أن أعداد البيض من أقفاص البطاريات في دول الاتحاد الأوروبي تتناقص بسرعة.

## أمثلة

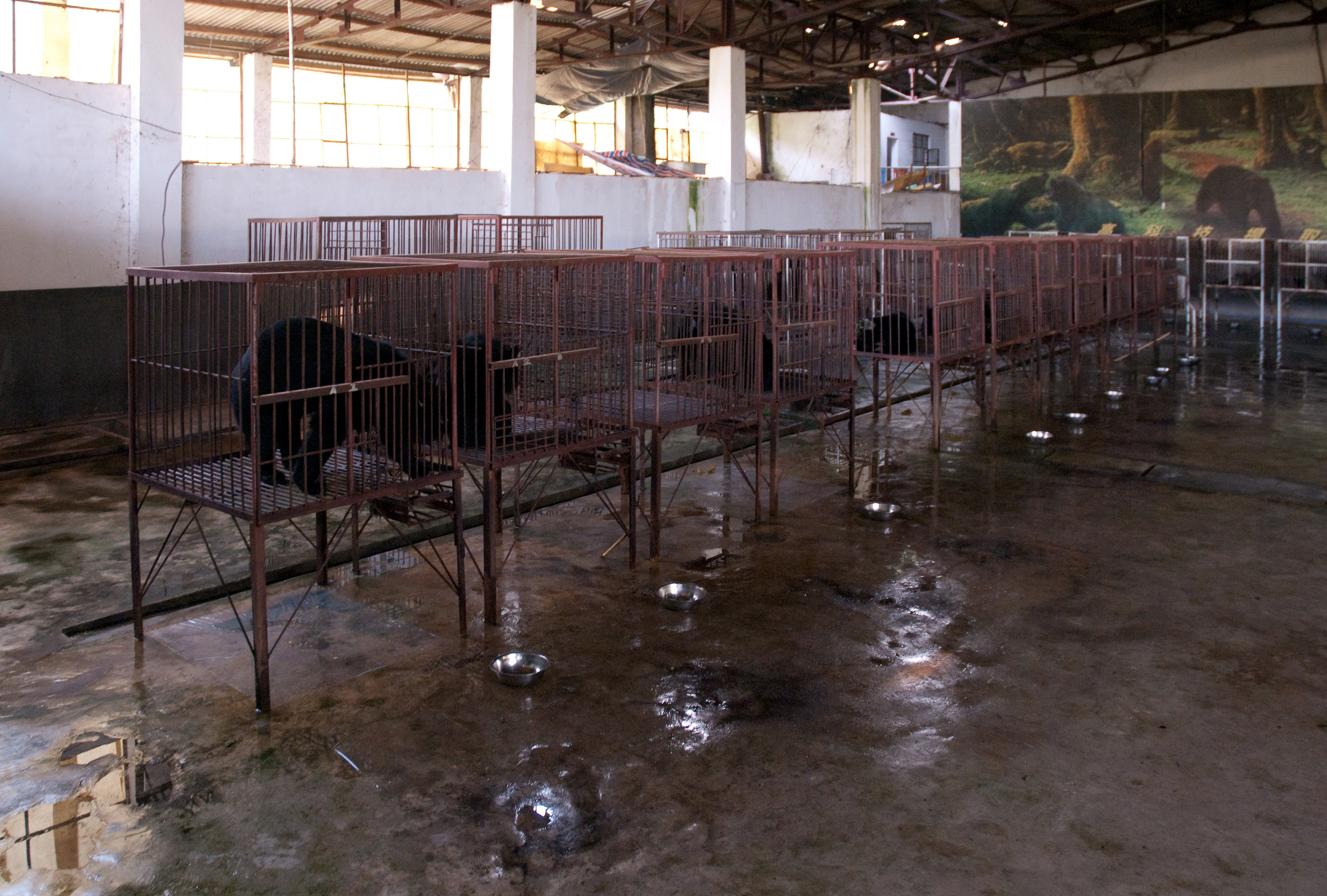
أقفاص البطاريات لدب الشمس لإنتاج مادة "الصفراء"
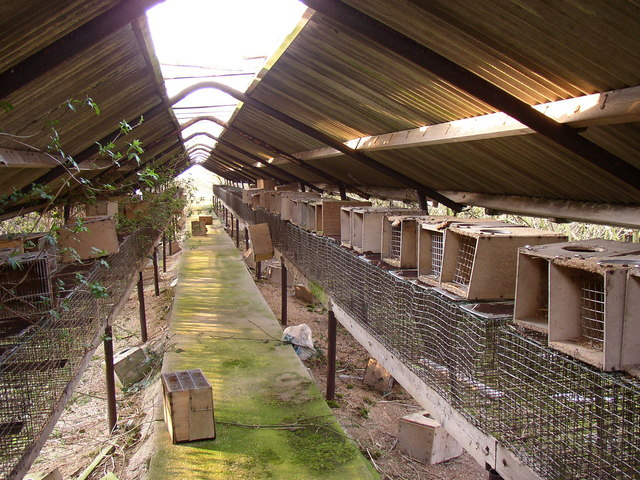
أقفاص البطاريات لحيوان المنك لإنتاج الفرو
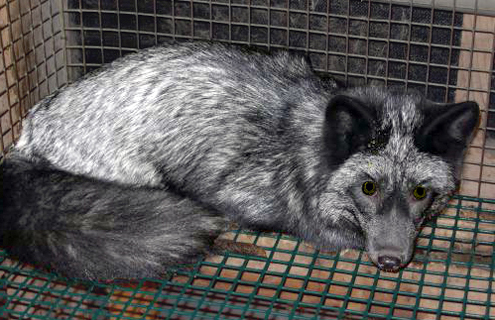
أقفاص البطاريات للثعلب الفضي لإنتاج الفرو
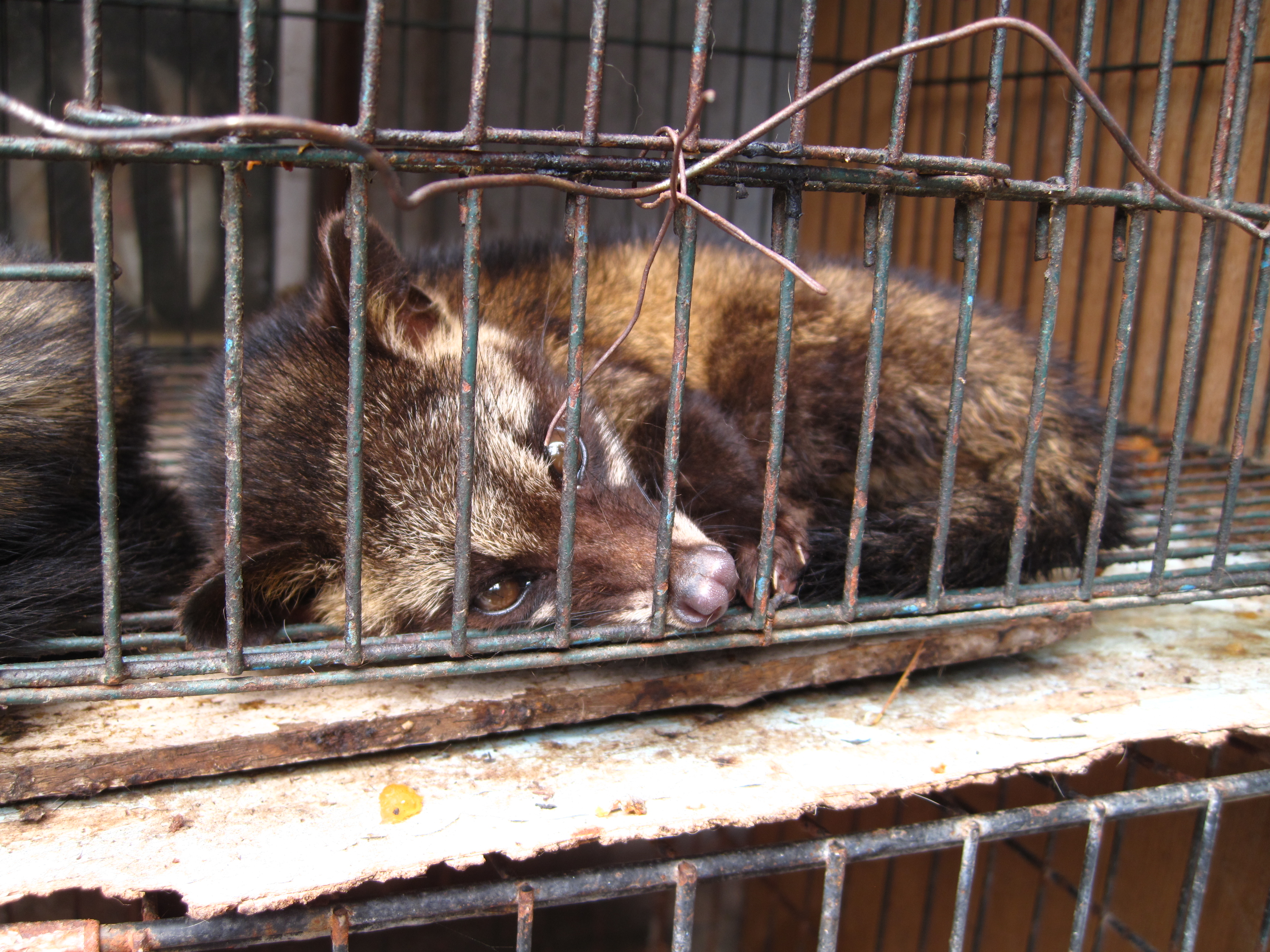
أقفاص البطاريات للزباد لإنتاج قهوة الكوبي لواك.

تستخدم أقفاص البطاريات للأرانب والمنك وشنشيلة والثعالب لإنتاج الفرو، وموخرا زباد النخيل الآسيوي لإنتاج قهوة الكوبي لواك

## التشريع

### الاتحاد الأوروبي
في عام 1999، صدرت تعليمات مجلس الاتحاد الأوروبي 1999/74/EC  بمنع أقفاص البطاريات التقليدية في الاتحاد الأوروبي من 2012، بعد 12 سنة من التخلص التدريجي منها. في تقرير لجنة البيطرية العلمية الأوروبية المفوضة عام 1996، أدانت أقفاص البطاريات بالقول:
«بسبب صغر الحجم وفقرها إلى الحيوية، فإن أقفاص البطاريات المستخدمة حاليا تعطي أثار متأصلة خطيرة على راحة الحيوانات»
سمحت تعليمات الاتحاد الأوروبي باستخدام الأقفاص «المزينة» أو المجهزة. بحسب هذه التعليمات، فإن حجم الأقفاص يجب أن يكون بارتفاع 45 سم ويعطي 750 سم2 من المساحة، 600 منها غير قابل للاستعمال 150 سم لصندوق العش. يجب أن يحتوي القفص على فرشة ومقعد وأجهزة تقصير المخالب. انتقدت بعض منظمات حقوق الحيوان هذه الحركة، مثل الإحساس في الزراعة العالمية، حيث نادت بحظر هذه الأقفاص بسبب اعتقادهم بأنها لاتقدم أي فوائد نافعة لراحة الحيوان مقارنة مع أقفاص البطاريات التقليدية.
منعت ألمانيا اٌفقاص البطاريات التقليدية منذ 2007، بأقل من خمس سنوات من الوقت المحدد في تعليمات الاتحاد الأوروبي، ومنعت الأقفاص المجهزة منذ 2012. لعب ماهي كلوستيرالفن من منظمة ألبرت شفايتزر دور الوسيط في الحملة الاستراتيجية ضد أقفاص البطاريات في ألمانيا.

### سويسرا
منعت سويسرا أقفاص البطاريات منذ 1 يناير، 1992، وهي أول دول تفرض مثل هذا الحظر.

## وصلات إضافية
- The Battery Hen Welfare Trust
- Compassion in World Farming - Egg laying hens
- "Archived copy" (PDF). مؤرشف من الأصل (PDF) في 2006-11-26. اطلع عليه بتاريخ 2008-04-14. {{استشهاد ويب}}: الوسيط |حالة المسار=unknown غير صالح (مساعدة)صيانة الاستشهاد: الأرشيف كعنوان (link) من "Archived copy". مؤرشف من الأصل في 2008-02-24. اطلع عليه بتاريخ 2016-02-07. {{استشهاد ويب}}: الوسيط |حالة المسار=unknown غير صالح (مساعدة)صيانة الاستشهاد: الأرشيف كعنوان (link) ISBN 0-9658942-7-4
- EU battery cage ban